# Wunda (cratère)

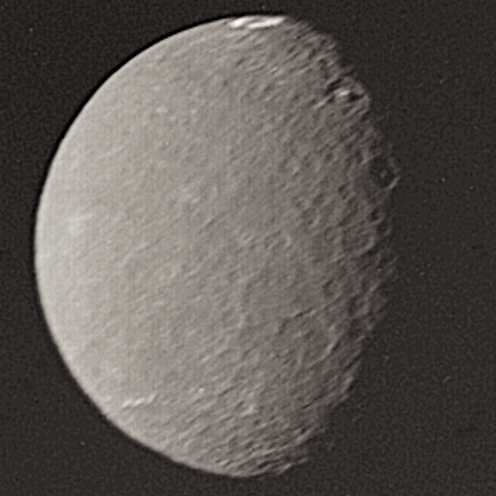
Wunda est la structure géologique brillante au sommet de cette image d'Umbriel.

Wunda est un large cratère observé à la surface d'Umbriel, un satellite naturel d'Uranus. Il a un diamètre de 131 km et est localisé à proximité de l'équateur d'Umbriel.
Wunda prend la forme d'un anneau fait d'un matériel brillant d'au moins 10 km de largeur. Cette différence de luminosité par rapport au reste de la surface de la lune est encore à expliquer.
Ce cratère est nommé selon Wunda, un esprit sombre de la mythologie aborigène.